# Diospyros sonorae
Diospyros sonorae är en tvåhjärtbladig växtart som beskrevs av Paul Carpenter Standley. Diospyros sonorae ingår i släktet Diospyros och familjen Ebenaceae. Inga underarter finns listade i Catalogue of Life.